# Минатоя, Эрико
Эри́ко Минато́я () — японская кёрлингистка.

## Достижения
- Тихоокеанско-азиатский чемпионат по кёрлингу: золото (2000, 2002, 2003), бронза (2010).
- Зимние Азиатские игры: золото (2003).

## Команды
| Сезон   | Четвёртый      | Третий         | Второй        | Первый          | Запасной                                                        | Турниры                                  |
| ------- | -------------- | -------------- | ------------- | --------------- | --------------------------------------------------------------- | ---------------------------------------- |
| 1999—00 | Юкари Окадзаки | Эми Фудзивара  | Синобу Аота   | Эрико Минатоя   | Котоми Исидзаки                                                 | ЧМ 2000 (9 место)                        |
| 2000—01 | Юкари Окадзаки | Эми Фудзивара  | Синобу Аота   | Эрико Минатоя   | Котоми Исидзаки                                                 | ТАЧ 2000                                 |
| 2002—03 | Синобу Аота    | Юкари Окадзаки | Эрико Минатоя | Котоми Исидзаки | Сатоми Цудзии тренер: Schun-Ichi Fujita (ЧМ)                    | ТАЧ 2002 · ЗАИ 2003 · ЧМ 2003 (10 место) |
| 2003—04 | Синобу Аота    | Юкари Окадзаки | Эрико Минатоя | Котоми Исидзаки | Мари Мотохаси тренеры: Itaru Fujiwara (ТАЧ) Fuji Miki (ТАЧ, ЧМ) | ТАЧ 2003 · ЧМ 2004 (7 место)             |

(скипы выделены полужирным шрифтом)